# إبسوم
إبسوم هي بلدة تقع في مقاطعة سري، إنجلترا. تبعد حوالي 22 كم جنوب وسط لندن.